# سیارک ۱۴۰۹۲
سیارک ۱۴۰۹۲ (به انگلیسی: 14092 Gaily، نامگذاری:1997MC8) چهارده هزار و نود و دومین سیارک کشف شده‌است که در ۲۹ ژوئن ۱۹۹۷ کشف شد.
قدر مطلق سیارک برابر ۱۵.۵ است.